# الهجرة (عمران)
الهجرة هي إحدى قرى الجمهورية اليمنية. تتبع جغرافيا لمحافظة عمران وإداريًا لمديرية ظليمة حبور. يبلغ تعداد سكانها 1530 نسمة حسب الإحصاء الذي أجري عام 2004.